# Stylaster horologium
Stylaster horologium är en nässeldjursart som beskrevs av Stephen D. Cairns 1991. Stylaster horologium ingår i släktet Stylaster och familjen Stylasteridae. Inga underarter finns listade i Catalogue of Life.